# Gasthof Altöttinger Hof

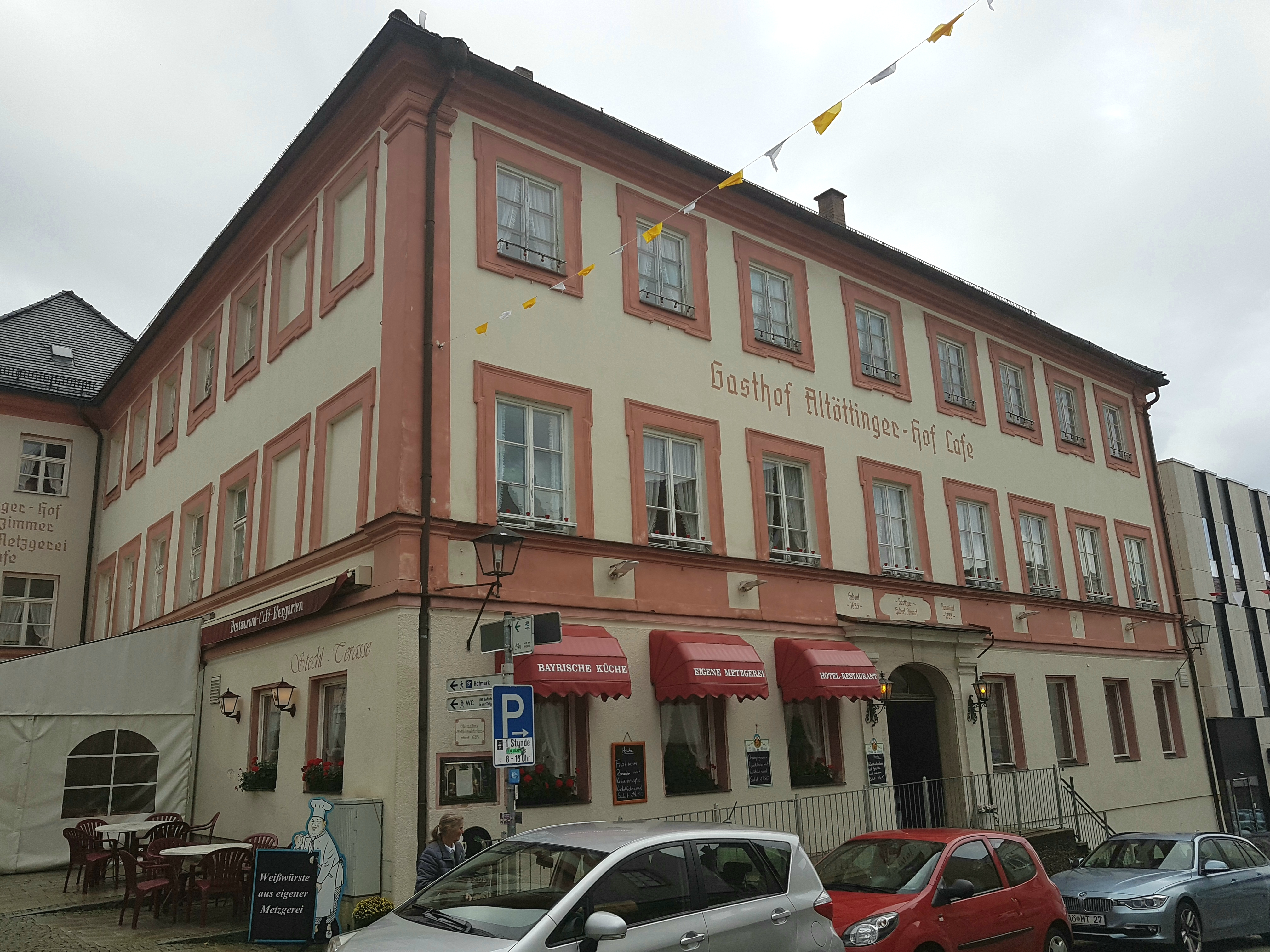
Ansicht des Hauptflügels

Der Gasthof Altöttinger Hof ist ein Hotel und Gasthof im Zentrum der oberbayerischen Kreisstadt Altötting.
Der Gasthof wurde 1685 an der Mühldorfer Straße in unmittelbarer Nähe zum Kapellplatz errichtet. Der Hauptflügel ist ein stattlicher dreigeschossiger Bau im Stil des Barock, der  mit einem Walmdach abschließt. Südlich angeschlossen sind zwei rückwärtige Flügel.
Er steht unter Denkmalschutz.